# Psychidea nudella
Psychidea nudella är en fjärilsart som beskrevs av Ferdinand Ochsenheimer 1810. Psychidea nudella ingår i släktet Psychidea och familjen säckspinnare. Inga underarter finns listade.